# Descomposició de Reynolds
En la dinàmica de fluids i la teoria de la turbulència, la descomposició de Reynolds és una tècnica matemàtica utilitzada per separar el valor esperat d'una quantitat de les seves fluctuacions.

## Descomposició
Per exemple, per a una quantitat {\displaystyle u} la descomposició seria{\displaystyle u(x,y,z,t)={\overline {u(x,y,z)}}+u'(x,y,z,t)}on {\displaystyle {\overline {u}}} denota el valor d'expectativa de {\displaystyle u}, (sovint anomenat component/temps constant, mitjana espacial o col·lectiva), i {\displaystyle u'}, són les desviacions del valor esperat (o fluctuacions). Les fluctuacions es defineixen com el valor esperat restat de la quantitat {\displaystyle u} de manera que el seu temps mitjà sigui igual a zero.
El valor esperat, {\displaystyle {\overline {u}}}, es troba sovint a partir d'una mitjana col·lectiva que és una mitjana presa de diversos experiments en condicions idèntiques. El valor esperat també es denota en algun moment {\displaystyle \langle u\rangle }, però també es veu sovint amb la notació de la barra superior.
La simulació numèrica directa o resolució de les equacions de Navier-Stokes completament {\displaystyle (x,y,z,t)}, només és possible en graelles computacionals extremadament fines i petits passos de temps fins i tot quan els nombres de Reynolds són baixos, i esdevé un cost computacional prohibitiu amb nombres de Reynolds alts. A causa de les limitacions computacionals, les simplificacions de les equacions de Navier-Stokes són útils per parametritzar turbulències que són més petites que la graella computacional, permetent dominis computacionals més grans.
La descomposició de Reynolds permet la simplificació de les equacions de Navier-Stokes substituint la suma de la component constant i les pertorbacions al perfil de velocitat i prenent el valor mitjà. L'equació resultant conté un terme no lineal conegut com a tensions de Reynolds que dóna lloc a turbulències.